# Fukuzumi (métro de Sapporo)
Fukuzumi (福住駅, Fukuzumi-eki) est une station du métro de Sapporo au Japon. Elle est située dans l'arrondissement de Toyohira à Sapporo.

## Situation ferroviaire
La station marque le terminus sud de la ligne Tōhō.

## Histoire
La station a été inaugurée le 14 octobre 1988[réf. nécessaire].

## Service des voyageurs

### Accueil
La station est ouverte tous les jours.

### Desserte
- Ligne Tōhō :
  - voies 1 et 2 : direction Sakaemachi

Installations et desserte
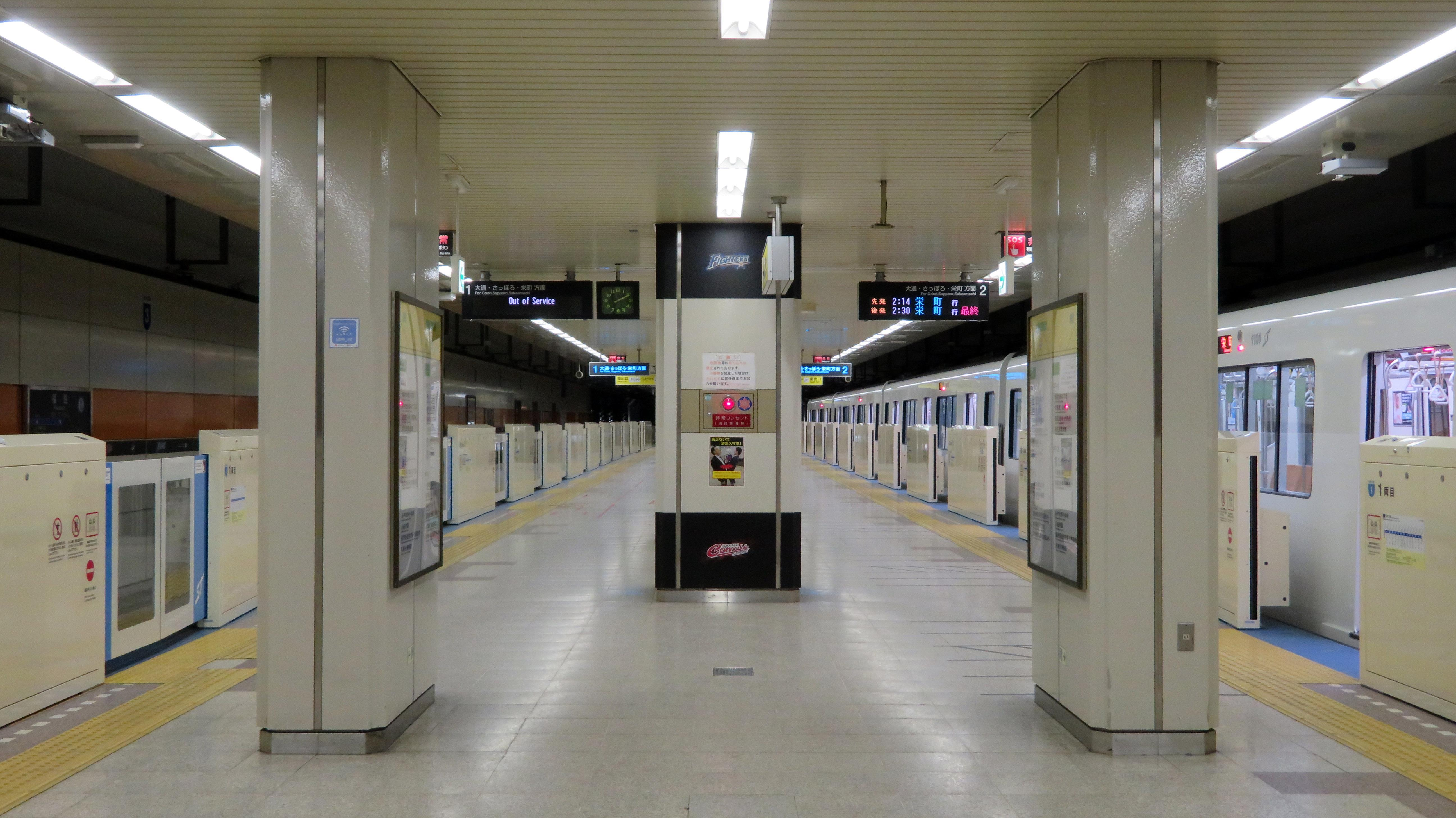
Le quai central.
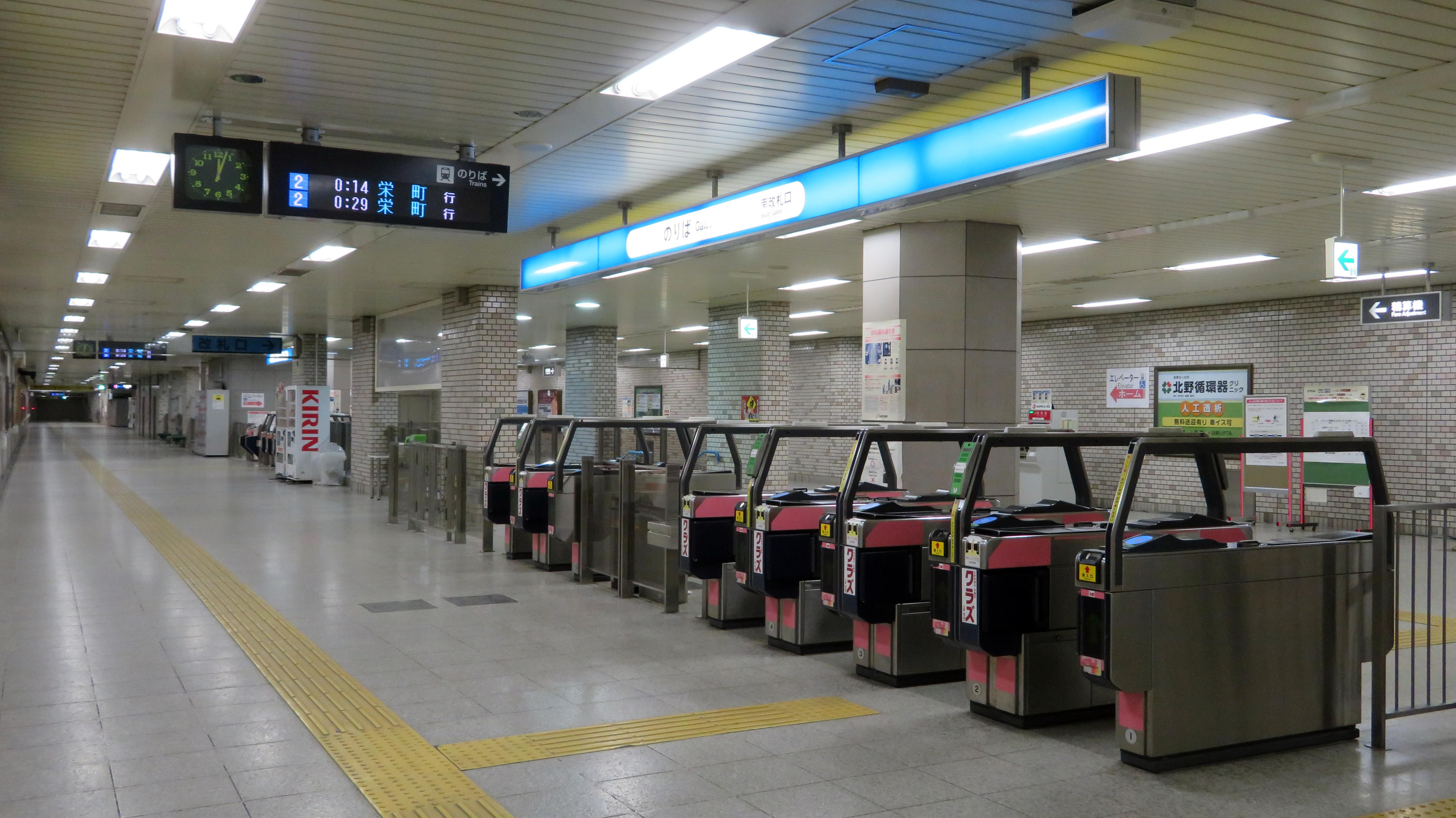
Ligne de contrôle.

## À proximité
- Sapporo Dome